# Arrondissement Romorantin-Lanthenay
Das Arrondissement Romorantin-Lanthenay ist eine Verwaltungseinheit des französischen Départements Loir-et-Cher innerhalb der Region Centre-Val de Loire. Verwaltungssitz (Unterpräfektur) ist Romorantin-Lanthenay.
Im Arrondissement liegen sieben Wahlkreise (Kantone) und 74 Gemeinden.

## Wahlkreise
- Kanton Blois-3 (mit einer von elf Gemeinden)
- Kanton Chambord (mit 7 von 23 Gemeinden)
- Kanton La Sologne
- Kanton Montrichard
- Kanton Romorantin-Lanthenay
- Kanton Saint-Aignan
- Kanton Selles-sur-Cher

## Gemeinden
Die Gemeinden des Arrondissements Romorantin-Lanthenay sind:
| 1. Angé (41002)                   | 2. Billy (41016)                   | 3. Chaon (41036)                   | 4. Châteauvieux (41042)             |
| 5. Châtillon-sur-Cher (41043)     | 6. Châtres-sur-Cher (41044)        | 7. Chaumont-sur-Tharonne (41046)   | 8. Chémery (41049)                  |
| 9. Chissay-en-Touraine (41051)    | 10. Choussy (41054)                | 11. Couddes (41062)                | 12. Couffy (41063)                  |
| 13. Courmemin (41068)             | 14. Dhuizon (41074)                | 15. Faverolles-sur-Cher (41080)    | 16. Fresnes (41094)                 |
| 17. Gièvres (41097)               | 18. Gy-en-Sologne (41099)          | 19. La Chapelle-Montmartin (41038) | 20. La Ferté-Beauharnais (41083)    |
| 21. La Ferté-Imbault (41084)      | 22. La Marolle-en-Sologne (41127)  | 23. Lamotte-Beuvron (41106)        | 24. Langon-sur-Cher (41110)         |
| 25. Lassay-sur-Croisne (41112)    | 26. Le Controis-en-Sologne (41059) | 27. Loreux (41118)                 | 28. Maray (41122)                   |
| 29. Marcilly-en-Gault (41125)     | 30. Mareuil-sur-Cher (41126)       | 31. Méhers (41132)                 | 32. Mennetou-sur-Cher (41135)       |
| 33. Meusnes (41139)               | 34. Millançay (41140)              | 35. Monthou-sur-Cher (41146)       | 36. Montrichard Val de Cher (41151) |
| 37. Montrieux-en-Sologne (41152)  | 38. Mur-de-Sologne (41157)         | 39. Neung-sur-Beuvron (41159)      | 40. Nouan-le-Fuzelier (41161)       |
| 41. Noyers-sur-Cher (41164)       | 42. Oisly (41166)                  | 43. Orçay (41168)                  | 44. Pierrefitte-sur-Sauldre (41176) |
| 45. Pontlevoy (41180)             | 46. Pouillé (41181)                | 47. Pruniers-en-Sologne (41185)    | 48. Romorantin-Lanthenay (41194)    |
| 49. Rougeou (41195)               | 50. Saint-Aignan (41198)           | 51. Saint-Georges-sur-Cher (41211) | 52. Saint-Julien-de-Chédon (41217)  |
| 53. Saint-Julien-sur-Cher (41218) | 54. Saint-Loup (41222)             | 55. Saint-Romain-sur-Cher (41229)  | 56. Saint-Viâtre (41231)            |
| 57. Salbris (41232)               | 58. Sassay (41237)                 | 59. Seigy (41239)                  | 60. Selles-Saint-Denis (41241)      |
| 61. Selles-sur-Cher (41242)       | 62. Soings-en-Sologne (41247)      | 63. Souesmes (41249)               | 64. Souvigny-en-Sologne (41251)     |
| 65. Theillay (41256)              | 66. Thésée (41258)                 | 67. Vallières-les-Grandes (41267)  | 68. Veilleins (41268)               |
| 69. Vernou-en-Sologne (41271)     | 70. Villefranche-sur-Cher (41280)  | 71. Villeherviers (41282)          | 72. Villeny (41285)                 |
| 73. Vouzon (41296)                | 74. Yvoy-le-Marron (41297)         |                                    |                                     |

## Neuordnung der Arrondissements 2017

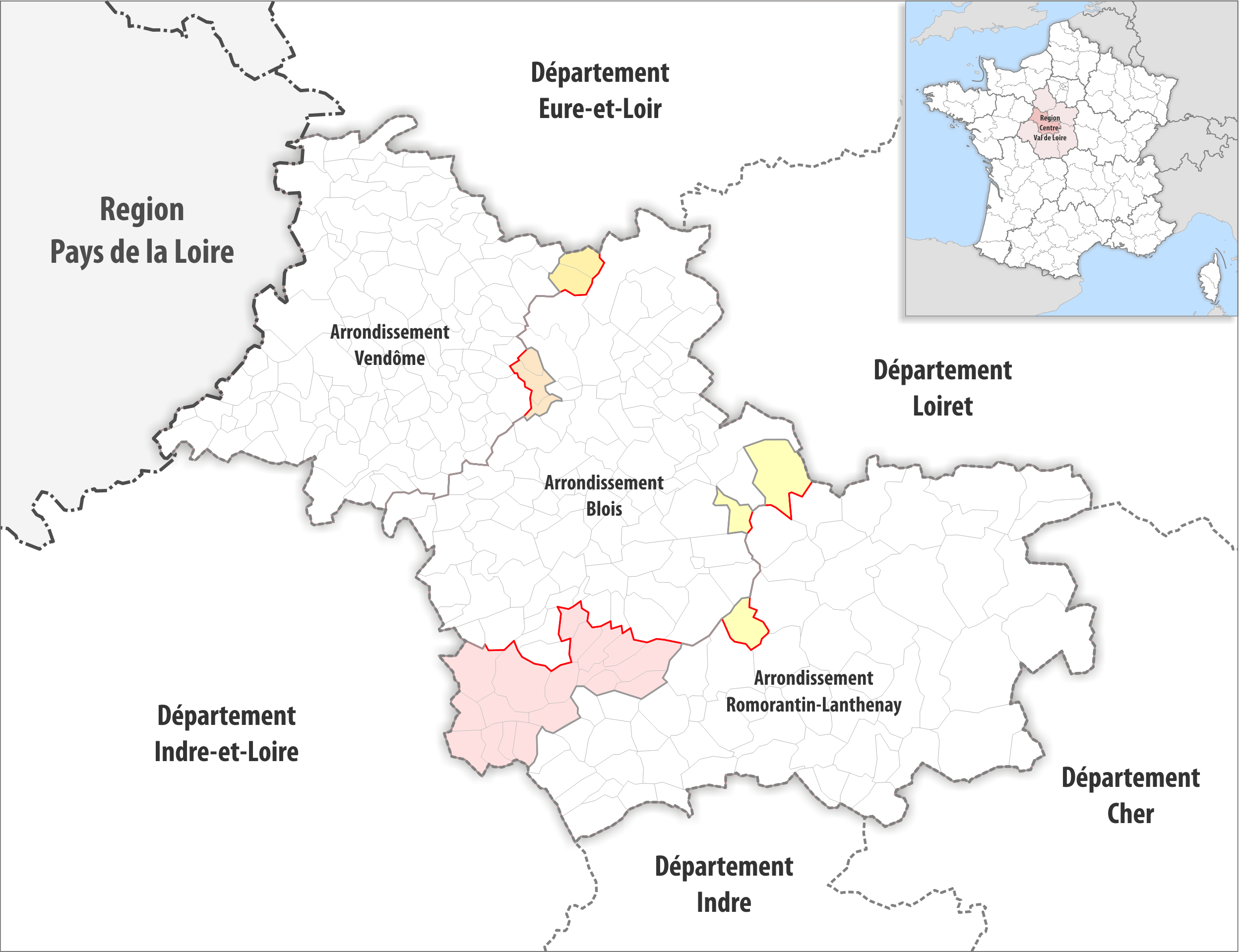
Arrondissementsanpassungen im Jahr 2017

Durch die Neuordnung der Arrondissements im Jahr 2017 wurden aus dem Arrondissement Romorantin-Lanthenay die drei Gemeinden Courmemin, La Ferté-Saint-Cyr und Thoury dem Arrondissement Blois zugewiesen.
Dafür wechselten aus dem Arrondissement Blois die 17 Gemeinden Angé, Chissay-en-Touraine, Contres, Faverolles-sur-Cher, Feings, Fougères-sur-Bièvre, Fresnes, Monthou-sur-Cher, Montrichard Val de Cher, Pontlevoy, Oisly, Ouchamps, Saint-Georges-sur-Cher, Saint-Julien-de-Chédon, Sassay, Thenay und Vallières-les-Grandes zum Arrondissement Romorantin-Lanthenay.

## Neuordnung der Arrondissements 2019
2019 wechselte die Gemeinde Courmemin wieder vom Arrondissement Blois zum Arrondissement Romorantin-Lanthenay zurück.

## Ehemalige Gemeinden seit der landesweiten Neuordnung der Arrondissements
bis 2016: Bourré, Montrichard
bis 2018: Contres, Feings, Fougères-sur-Bièvre, Ouchamps, Thenay